# Virgin MVR-02
El Virgin MVR-02 fue un monoplaza de Fórmula 1 diseñado por Nick Wirth para el equipo Virgin Racing para la temporada 2011. Fue pilotado por Timo Glock y Jérôme d'Ambrosio, y fue el último monoplaza de Virgin en F1.
El monoplaza fue presentado en Londres el 7 de febrero de 2011, en un acto televisivo de la BBC.

## Resultados
(Clave) (negrita indica pole position) (cursiva indica vuelta rápida)

| Año     | Motor              | Neu. | N.º | Pilotos           | 1   | 2   | 3   | 4   | 5   | 6   | 7   | 8   | 9   | 10  | 11  | 12  | 13  | 14  | 15  | 16  | 17  | 18  | 19  | Puntos | Pos. |
| ------- | ------------------ | ---- | --- | ----------------- | --- | --- | --- | --- | --- | --- | --- | --- | --- | --- | --- | --- | --- | --- | --- | --- | --- | --- | --- | ------ | ---- |
| 2011    | Cosworth CA2011 V8 | P    |     |                   | AUS | MYS | CHN | TUR | ESP | MON | CAN | EUR | GBR | GER | HUN | BEL | ITA | SIN | JPN | RCO | IND | ABU | BRA | 0      | 12.º |
| 2011    | Cosworth CA2011 V8 | P    | 24  | Timo Glock        | NC  | 16  | 21  | DNS | 19  | Ret | 15  | 21  | 16  | 17  | 17  | 18  | 15  | Ret | 20  | 18  | Ret | 19  | Ret | 0      | 12.º |
| 2011    | Cosworth CA2011 V8 | P    | 25  | Jérôme d'Ambrosio | 14  | Ret | 20  | 20  | 20  | 15  | 14  | 22  | 17  | 18  | 19  | 17  | Ret | 18  | 21  | 20  | 16  | Ret | 19  | 0      | 12.º |
| Fuente: |                    |      |     |                   |     |     |     |     |     |     |     |     |     |     |     |     |     |     |     |     |     |     |     |        |      |